# Miguel Ángel Gutiérrez Machado
Miguel Ángel Gutiérrez Machado (Mérida, 26 de marzo de 1960 - Ibidem, 29 de diciembre de 2020) fue un político mexicano del Partido Acción Nacional. 

## Biografía
Entre 1996 y 2000 fue el presidente del comité directivo del PAN en Mérida.
De 2000 a 2003 se desempeñó como diputado de la LVIII Legislatura del Congreso Mexicano representando el cuarto distrito electoral de Yucatán.
Su último desempeño fue como Secretario de Atención y Coordinación de Paramunicipales en el Ayuntamiento de Mérida.
Falleció el 29 de diciembre de 2020 a los 60 años, por problemas derivados de COVID-19 durante la pandemia en México.